# Jestřebí (okres Náchod)
Obec Jestřebí (německy Habichtsau) se nachází v okrese Náchod v Královéhradeckém kraji, asi čtyři kilometry severovýchodně od Nového Města nad Metují. Žije zde 166 obyvatel. Nová zástavba ji stavebně propojuje se sousední obcí Libchyně. Západně a severně k obci náleží rozsáhlé lesy na levém břehu Olešenky a Metuje, chráněná v rezervaci Peklo u Nového Města nad Metují a část stejnojmenné osady.

## Historie
První písemná zmínka o vesnici pochází z roku 1459.

## Obecní správa
V letech 1960–1990  k obci patřily Libchyně a Sendraž.

## Pamětihodnosti
- Přírodní rezervace Peklo u Nového Města nad Metují
- Bartoňova útulna v Pekle
- Pila Peklo

## Galerie

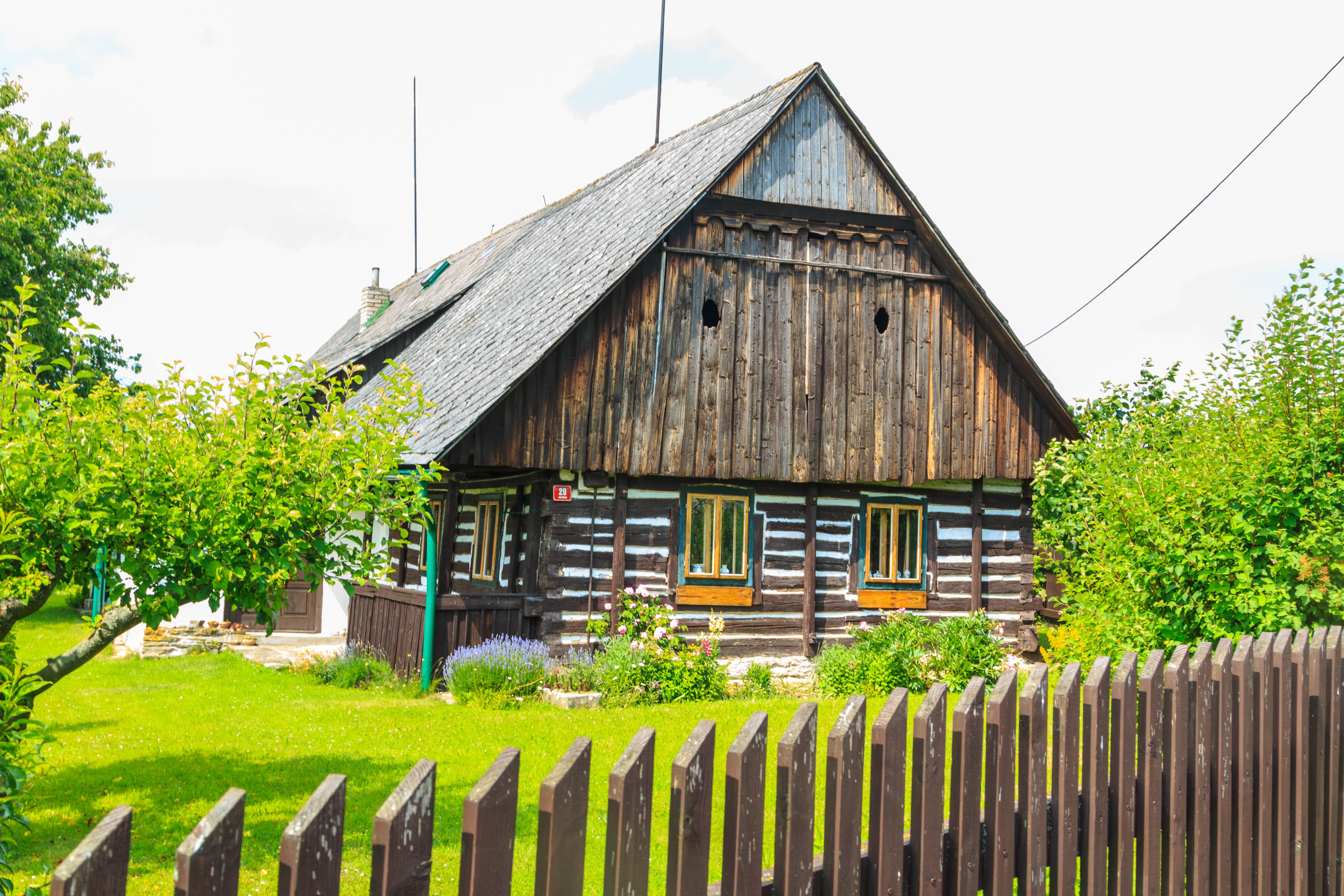
Dům č. 29
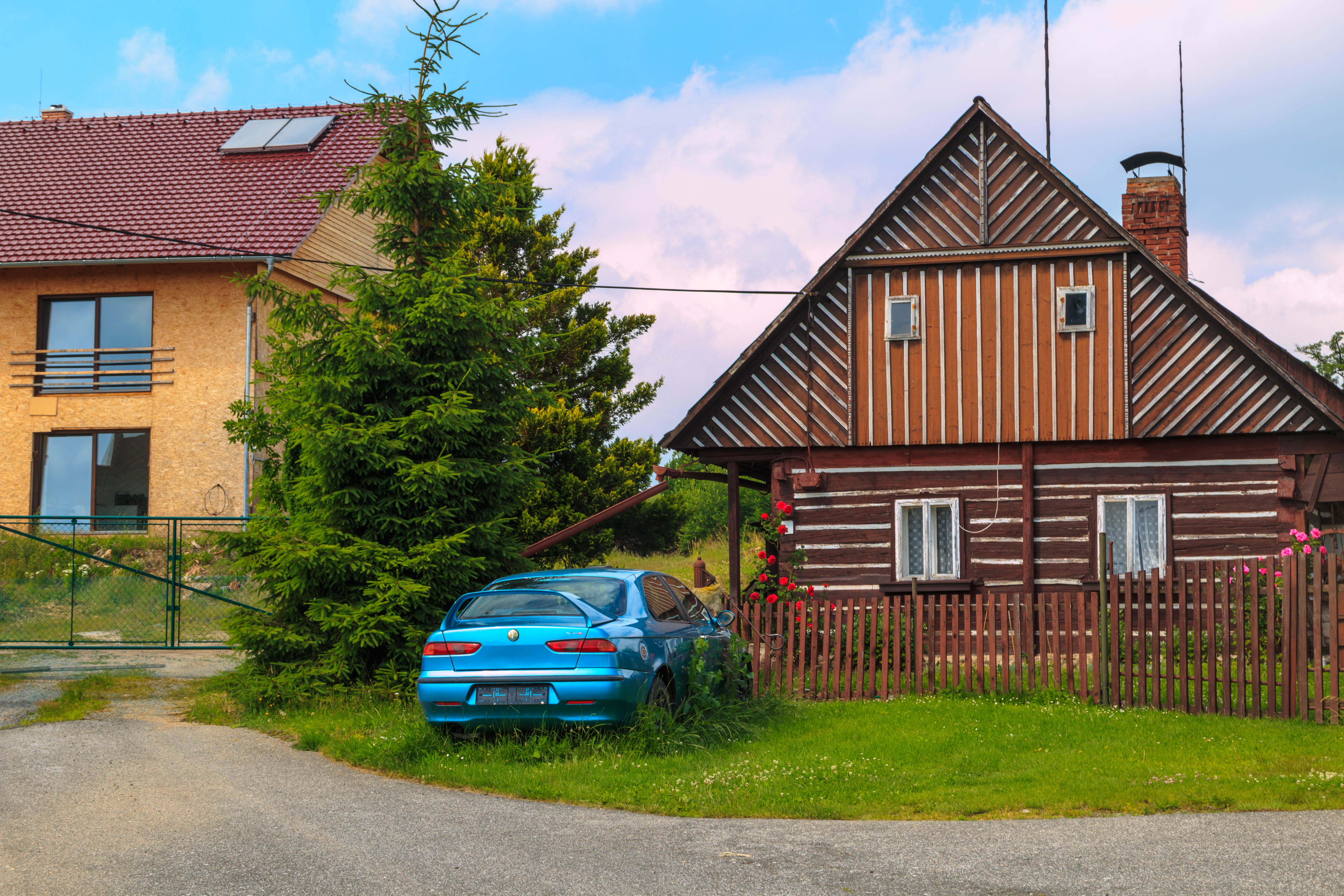
Dům čp. 11
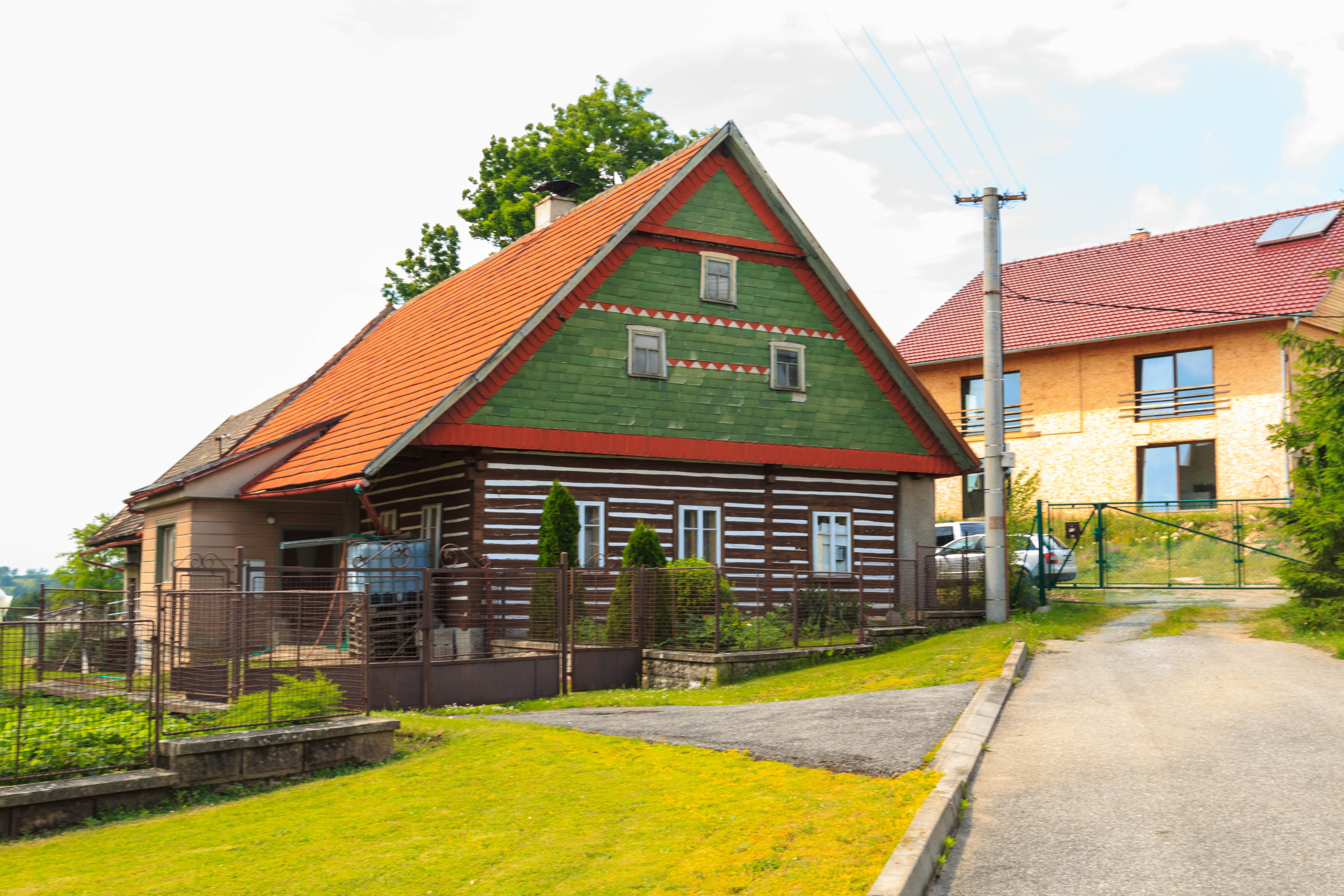
Dům čp. 45
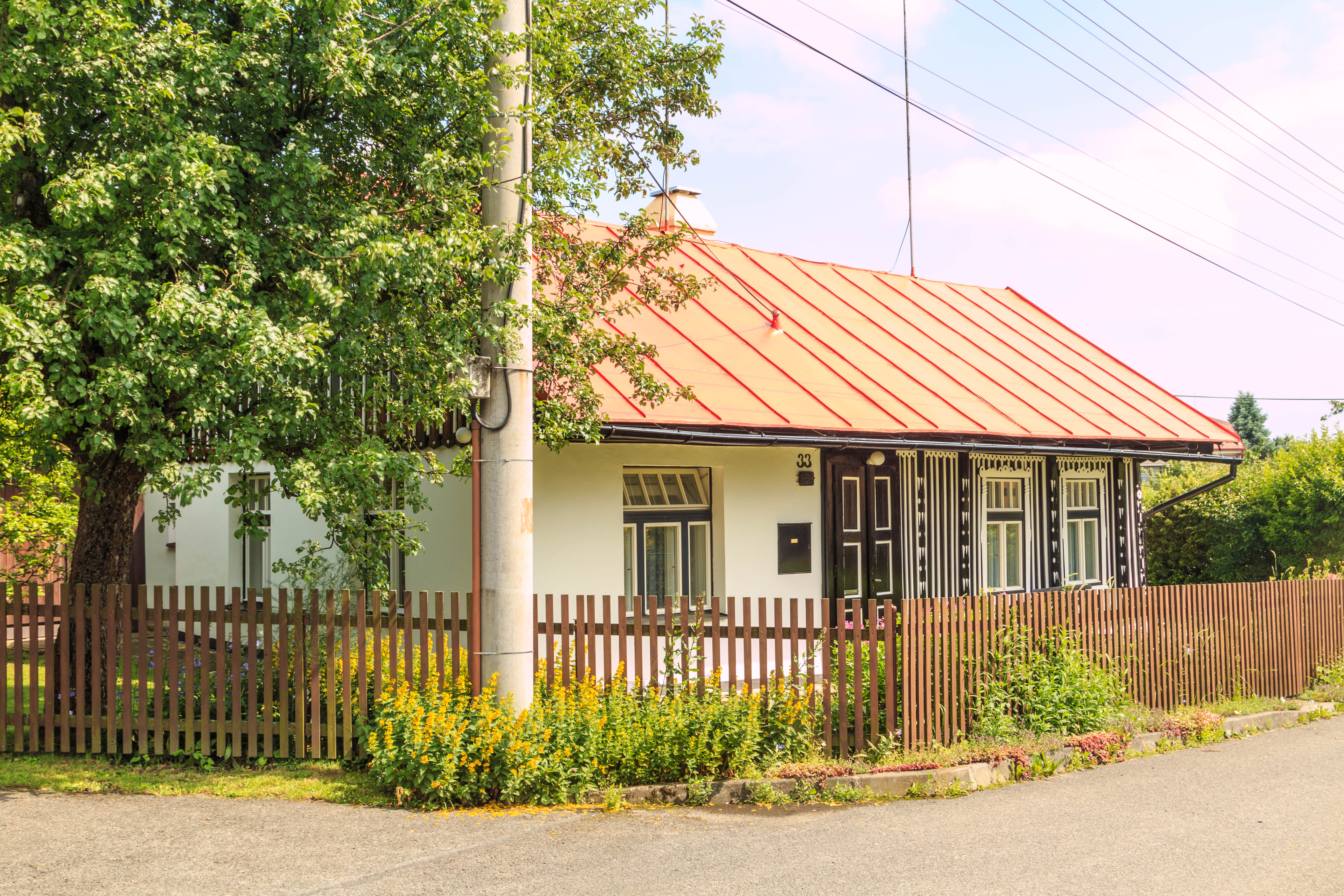
Dům čp. 33